# Cefalea hípnica
La cefalea hípnica o cefalea despertador es un tipo de dolor de cabeza que tiene unas características específicas. En la clasificación que realiza  la Sociedad Internacional de Cefaleas se incluye en el apartado 4, dentro de las cefaleas primarias,  junto a la cefalea desencadenada por el ejercicio físico, la cefalea benigna por tos y la cefalea asociada a la actividad sexual
Se trata de un cuadro poco frecuente que afecta generalmente a personas mayores de 50 años. El dolor se produce durante el sueño e interrumpe el mismo, puede aparecer tanto de noche como durante el día en el transcurso de una siesta, tiene intensidad moderada o leve y puede afectar al lado derecho de la cabeza, al izquierdo, o a ambos simultáneamente. 
El episodio suele ser diario y tiene una duración que oscila entre 20 minutos y varias horas. A veces el paciente siente una sensación pulsátil o de latido en la cabeza, lo cual puede hacer que se diagnostique erróneamente de migraña.  
Para llegar a este diagnóstico es preciso descartar que el dolor esté originado por una causa conocida, por lo tanto no todas las cefaleas que se producen durante el sueño pueden clasificarse como cefaleas hípnicas.